# Sindicato empresarial
Um sindicato empresarial, sindicato amarelo, ou sindicato de empresa é uma organização de trabalhadores que é dominada ou indevidamente influenciada por um empregador e, portanto, não é um sindicato independente. Os sindicatos empresariais são contrários ao direito internacional do trabalho (ver Convenção 98 da OIT, artigo 2.º). Estes sindicatos foram proibidos nos Estados Unidos pela Lei Nacional de Relações Laborais de 1935 §8(a)(2), devido ao seu uso como agentes de interferência em sindicatos independentes. No entanto, os sindicatos empresariais persistem em muitos países.

Algumas organizações laborais são acusadas por sindicatos rivais de se comportarem como "sindicatos de empresa" se forem vistas como tendo uma relação demasiado próxima ou agradável com o empregador ou com associações empresariais, e mesmo que possam ser formalmente reconhecidas nas suas respetivas jurisdições como sindicatos de boa-fé, são geralmente rejeitadas como tal pelos centros sindicais regionais e nacionais. Num estudo de uma dessas organizações, observou-se que esta forma de sindicato empresarial raramente ou nunca fazia greve, dedicava relativamente pouca energia à resolução de conflitos individuais no local de trabalho e prejudicava outros sindicatos ao negociar termos muito abaixo dos padrões da indústria, sendo caracterizada assim como:
"[...] um sindicato acomodacionista, ou 'de empresa' — uma organização oportunista e pária que permite aos empregadores que de outra forma enfrentariam um sindicato 'real' (ou seja, tradicional, militante) uma alternativa conveniente de evitar sindicatos."

## Direito internacional
Um "sindicato de empresa" é geralmente reconhecido como uma organização que não é eleita livremente pelos trabalhadores e sobre a qual um empregador exerce alguma forma de controlo. A Organização Internacional do Trabalho define um sindicato de empresa como "Um sindicato limitado a uma única empresa que a domina ou influencia fortemente, limitando assim a sua influência." Nos termos da Convenção da OIT sobre o Direito de Organização e Negociação Coletiva, de 1949 (n.º 98), o Artigo 2 proíbe efetivamente qualquer forma de sindicato de empresa. Diz o seguinte:
1. As organizações de trabalhadores e de empregadores gozarão de proteção adequada contra quaisquer atos de interferência, praticados entre si ou pelos seus agentes ou membros, na sua criação, funcionamento ou administração.

2. Em particular, os atos que visem promover a criação de organizações de trabalhadores sob o domínio de empregadores ou organizações de empregadores, ou apoiar organizações de trabalhadores por meios financeiros ou outros, com o objetivo de colocar tais organizações sob o controlo de empregadores ou organizações de empregadores, serão considerados atos de interferência, na aceção do presente artigo.

## Teoria
Os apoiantes dos sindicatos independentes afirmam que os sindicatos empresariais enfrentam um conflito de interesses, uma vez que são menos propensos a propor alterações em larga escala a favor dos trabalhadores nos contratos de trabalho — como regras de horas extraordinárias e tabelas salariais — do que os sindicatos independentes. Pelo menos um economista defende a ideia de que, na primeira parte do século XX, muitas empresas hesitaram em adotar o modelo de sindicato empresarial por receio de que isso pudesse levar ao apoio a um sindicato independente. Uma publicação do Banco Mundial de 2002 cita investigações da Malásia e da Índia que produziram resultados conflituantes quanto à diferença salarial fornecida pelos sindicatos independentes em comparação com os sindicatos empresariais. A Malásia viu salários melhores através de sindicatos independentes, enquanto que a Índia não. Os autores indicam que este último "pode refletir as circunstâncias específicas que prevaleciam em Bombaim na altura do estudo". Marcel van der Linden afirma que os sindicatos de empresa são "sindicatos heterónomos que nunca ou raramente organizam greves" e são estabelecidos principalmente para "manter a 'paz industrial' e impedir sindicatos autónomos".
No seu abrangente estudo de 2017 sobre o sindicato empresarial canadiano CLAC, o geógrafo Steven Tufts e o sociólogo Mark Thomas estabelecem uma distinção entre múltiplas categorias de organizações vulgarmente designadas por "sindicatos empresariais", argumentando que é um erro considerar o fenómeno dos sindicatos empresariais como sendo pura ou essencialmente pró-negócios e anti-trabalhadores (ou necessariamente dependente de qualquer negócio específico), e que, em vez disso, deveriam ser vistos como ocupando um extremo de um espectro de relações possíveis entre empresas e trabalho: o extremo "acomodador". Uma característica definidora do sindicalismo "acomodacionista" ou empresarial é que ele "busca um compromisso com os empregadores e o capital em primeira instância", ou seja, ele considera a priori que os trabalhadores geralmente não estão em competição com os empregadores e não se devem organizar para tomar medidas apesar dos empregadores ou exigir concessões significativas deles para obter melhores condições de emprego. Eles “defendem explicitamente as relações de colaboração com os empregadores e menosprezam o conflito como meio de obter ganhos para os trabalhadores desde o início”.
Embora todos os sindicatos cheguem de facto a compromissos com os empregadores no sentido de chegarem a acordos coletivos, a atitude acomodatícia de um modo mais amplo, e o sindicato da empresa como uma adoção específica dessa atitude, sustentam que os trabalhadores não devem exercer qualquer agência coletiva estritamente independente no que diz respeito ao seu emprego. Esta insistência contra a legitimidade da agência de trabalhadores independentes estende-se muitas vezes para além dos limites do local de trabalho, e os sindicatos de empresa ou de acomodação procuram frequentemente contestar a legitimidade do movimento sindical como um movimento político em geral. Isto coloca-os em conflito com os sindicatos tradicionais de várias formas; porque estes visam organizar os trabalhadores democraticamente nos seus empregos, a fim de prosseguirem os seus próprios interesses coletivos, como distintos e separados dos interesses do empregador; e duplamente porque os sindicatos tradicionais consideram frequentemente as lutas dos trabalhadores como inter-relacionadas com lutas sócio-políticas mais amplas, e encorajam os trabalhadores sindicalizados a verem-se solidários uns com os outros e com lutas mais amplas pela justiça na sociedade.
Em particular, porque os sindicatos acomodacionistas ou de empresa não têm meios intrínsecos de contestar os direitos e o bem-estar dos trabalhadores para além do que o empregador está simplesmente disposto a oferecer (uma vez que não acreditam em greves por reivindicações), e para além do que a lei já prevê ou garante (uma vez que não acreditam que os sindicatos devam fazer campanha ou lobbying por mudanças políticas ou iniciar ações legais), este conflito com os sindicatos "reais" não é meramente ideológico, mas também necessariamente prático: os sindicatos acomodacionistas organizam-se em oposição direta aos sindicatos autónomos existentes, e procuram geralmente expandir-se atacando as suas lojas e sindicatos locais, com o objetivo muitas vezes explícito de os suplantar como o sindicato "oficial" ou preferido reconhecido pelo empregador para representar os trabalhadores, constituindo-se assim como eventuais sindicatos de empresa propriamente ditos. Eles racionalizam então esta prática agressiva recorrendo à mesma teoria e retórica acomodacionistas: de acordo com a lógica do acomodacionismo, pode-se dizer que os sindicatos militantes tradicionais não têm ninguém além de si mesmos para se culpar um empregador preferir negociar com um sindicato empresarial do que com um que organiza o poder dos trabalhadores para lutar por ganhos.